# Осен
Село Осен се налази у општини општини Трговиште у Бугарској. Према подацима од 21.07.2005. године има 68 становника, који су махом етнички Бугари.